# Émile Bénard
Nicht zu verwechseln mit dem französischen Maler Émile Bernard

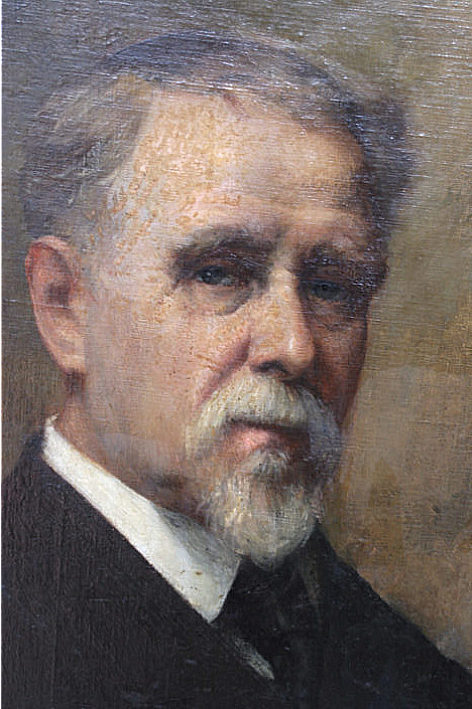
Selbstporträt

Henri Jean Émile Bénard (* 23. Juni 1844 in Goderville; † 15. Oktober 1929) war ein französischer Architekt und Aquarellmaler.

## Leben

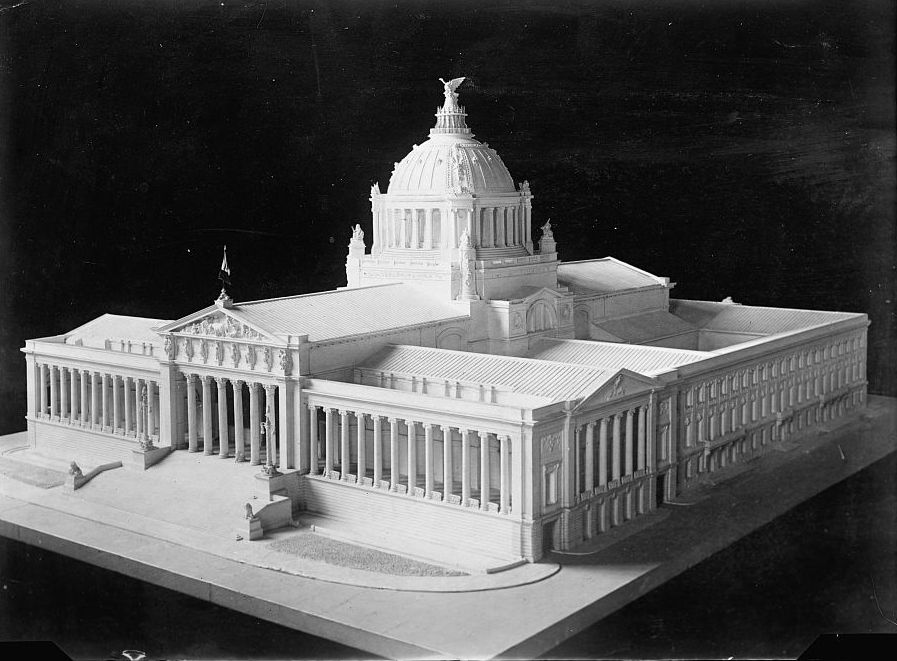
Modell des ursprünglich geplanten Palacio Legislativo von Émile Bénard

Der Aquarellmaler Émile Bénard war ein Schüler von Alexis Paccard. Er erhielt 1867 den Prix de Rome für Architektur, entwarf 1878 das Handelsgericht in Fécamp und 1884 die Sparkasse in Le Havre. Er ist Architekt des Palastes und des Gestüts in Compiègne.
Er gewann den ersten Preis beim internationalen Wettbewerb Phoebe Hearst in San Francisco im Jahr 1899 für den Plan zum Wiederaufbau der Universität von Kalifornien in Berkeley. 1899 wurde er zum Ritter der Ehrenlegion ernannt und wohnte am Boulevard Pereire 29 in Paris.
Er entwarf den geplanten mexikanischen Gesetzgebungspalast (Palacio Legislativo), der jedoch unvollendet blieb und nach der Mexikanischen Revolution zum Denkmal der Revolution wurde, das von dem mexikanischen Architekt Carlos Obregón Santacilia entworfen wurde.

## Werke (Auswahl)
- Handelsgericht Fécamp (1878)
- Théâtre-cirque du Havre (1879; 1922 abgebrannt)
- Sparkasse in Le Havre (1884)
- Église du Sacré-Cœur du Havre (1887)
- Foyer UCJG, 14 rue de Trévise, Paris (1893)
- Denkmal der Mexikanischen Revolution